# Эрнандес, Роман
Роман Эрнандес Онна (исп. Román Hernández Onna; 23 ноября 1949, Сантьяго-де-Куба, Орьенте — 1 июня 2021) — кубинский шахматист, гроссмейстер (1978). Тренер ФИДЕ (2014).

## Шахматная карьера
Чемпион Кубы (1982). 
В составе национальной сборной участник следующих соревнований:
- 8 олимпиад (1970—1972, 1978—1984, 1988—1990).
- 4 командных чемпионат мира среди студентов (1963, 1969, 1972, 1976). На чемпионате 1976 года команда Кубы выиграла бронзовые медали.
- 2-й командный чемпионат мира (1989) в Люцерне. Р. Эрнандес выступал на запасной доске и выиграл бронзовую медаль в индивидуальном зачёте.
- 2 Панамериканских командных чемпионата[нем.] (1971 и 1991). Р. Эрнандес оба раза выступал на 1-й запасной доске. На чемпионате 1971 года выиграл 2 медали: серебряную в команде и золотую в индивидуальном зачёте; на чемпионате 1991 года команда Кубы выиграла золотые медали.
- 4-й турнир дружественных армий (1969) в г. Варшаве.

Лучшие результаты в международных соревнованиях: 7-й Панамериканский личный чемпионат, Гавана, (1970) — 5-е; Кечкемет (1975) — 3-е; Сомбор (1976) — 4-е; Лас-Пальмас (1977) — 4-6-е; Биль (1977) — 2-4-е; Кито (1977) — 3-4-е; Богота (1978) — 2-3-е; Гавана (1978) — 2-е, 1983 — 1-е, 1985 — 5-е; Ибарра (1978) — 1-е; Медельин (1978) — 3-е; Салоники (1980) — 4-е; Баямо (1982) — 2-3-е; Поляница-Здруй (1983) — 4-е места.
Согласно профилю шахматиста на сайте ФИДЕ, на момент смерти Роман Эрнандес не входил в число активных кубинских шахматистов, имел рейтинг 2375 пунктов и занимал 68-ю позицию в национальном рейтинг-листе. 

## Таблица результатов
| Год  | Город        | Турнир         | + | − | = | Результат | Место |
| ---- | ------------ | -------------- | - | - | - | --------- | ----- |
| 1970 | Зиген        | 19-я олимпиада | 7 | 2 | 7 | 10½ из 16 |       |
| 1972 | Скопье       | 20-я олимпиада | 6 | 2 | 7 | 9½ из 15  |       |
| 1978 | Буэнос-Айрес | 23-я олимпиада | 0 | 2 | 9 | 4½ из 11  |       |
| 1980 | Валлетта     | 24-я олимпиада | 1 | 3 | 1 | 1½ из 5   |       |
| 1982 | Люцерна      | 25-я олимпиада | 3 | 2 | 2 | 4 из 7    |       |
| 1984 | Салоники     | 26-я олимпиада | 3 | 1 | 2 | 4 из 6    |       |
| 1988 | Салоники     | 28-я олимпиада | 4 | 0 | 3 | 5½ из 7   |       |
| 1990 | Нови-Сад     | 29-я олимпиада | 2 | 1 | 3 | 3½ из 6   |       |
|      |              |                |   |   |   | из        |       |

## Изменения рейтинга
| Графики недоступны из-за технических проблем. См. информацию на Фабрикаторе и на mediawiki.org. |